# Spongdal
Spongdal este o localitate din comuna Trondheim, provincia Sør-Trøndelag, Norvegia, cu o suprafață de 0,23 km² și o populație de 422 locuitori (2013).